# Nicola Forcella
Nicola Forcella (né le 2 décembre 1850 à Castellaneta et mort à une date inconnue) est un peintre orientaliste italien. Il avait acquis la réputation du meilleur peintre orientaliste en Égypte au XIXe siècle.

## Biographie
Nicola Forcella enseigna à l'école des arts appliqués khédiviale, en Égypte, où il reçut l'Ordre impérial du Medjidié.
Il a un frère, Paolo (1868-?), qui a étudié la peinture à Naples, et l'a accompagné en Égypte.

## Œuvres

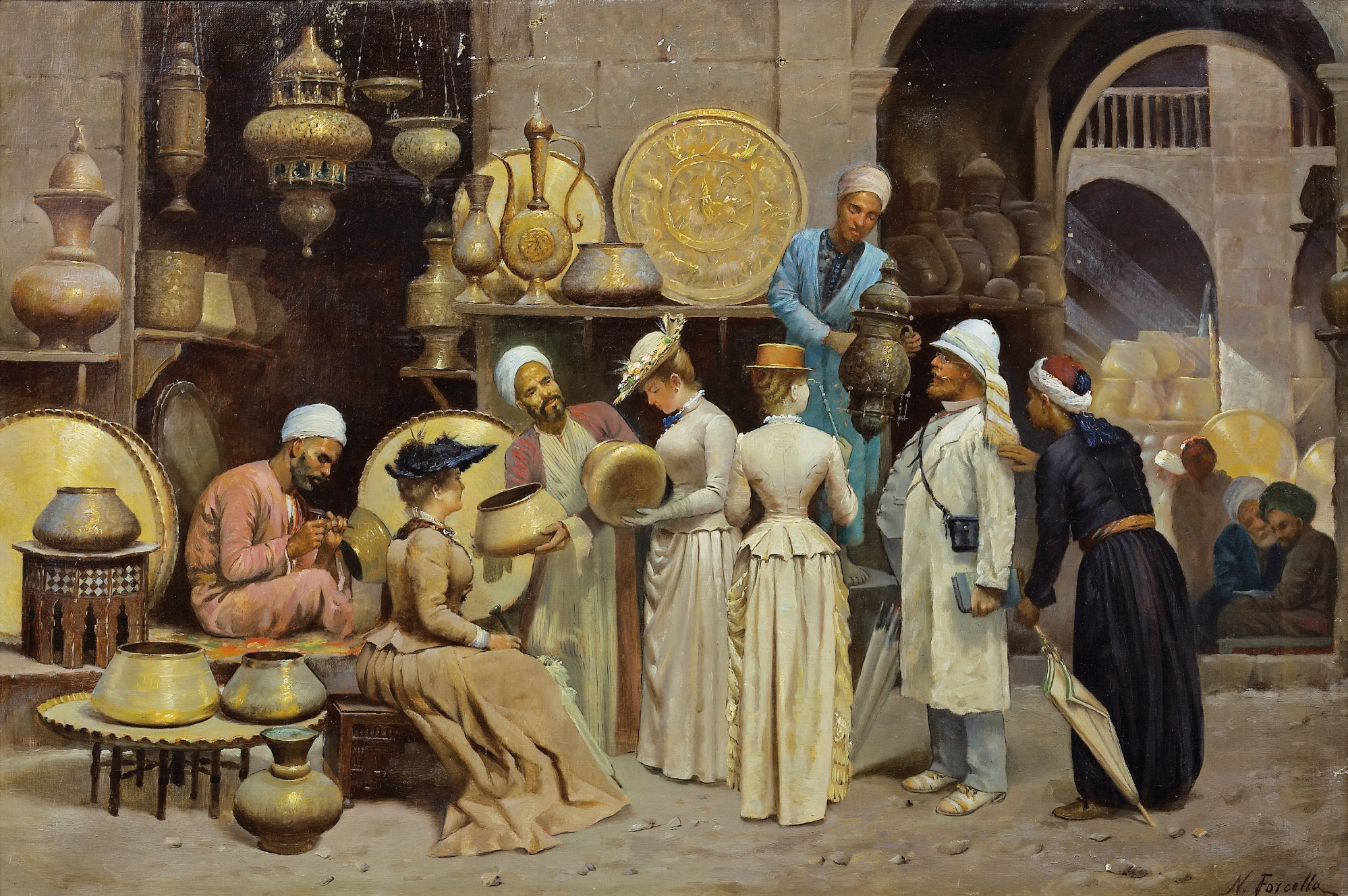
« Dans le souk aux cuivres» de Nicola Forcella

- Dans le souk aux cuivres (XIXe siècle)
- Le bain avec les cygnes (XIXe siècle)
- En zouave (XIXe siècle)
- Mauresque aux seins nus (XIXe siècle)
- Portrait d'une femme à l'anneau (XIXe siècle)
- Jeune Tunisienne aux boucles d'oreille